# Raimundus Sabundus
Raimundus Sabundus (* ca. 1385 in Barcelona; † 29. April 1436 in Toulouse; eigentlich Ramon Sibiuda) war ein katalanischer Philosoph.

## Leben und Wirken
Raimundus studierte die Sieben Freie Künste, Medizin und Theologie. Später wurde er Professor und mehrfach Rektor an der Universität Toulouse.
Er geht in seiner Schrift Liber creaturarum, die später auch Theologia naturalis (1434–1436) genannt wurde, vom Maximitätsprinzip Anselms von Canterbury (Gott ist das, worüber hinaus größeres nicht gedacht werden kann; vgl. Ontologischer Gottesbeweis) aus und versucht im Anschluss an Raimundus Lullus die christlichen Glaubenslehren aus der Naturerkenntnis abzuleiten. Offenbarung (Bibel) und Natur stimmen in seinem Verständnis überein, da sie beide von Gott stammen. Der Naturerkenntnis (durch die von der Erbsünde befreite und vom Glauben erleuchtete Vernunft) gibt er den Vorzug, da sie nicht nur den Klerikern, sondern auch den Laien zugänglich sei und nicht verfälscht werden könne.
Michel de Montaigne übersetzte das Buch 1569 ins Französische und verfasste eine Apologie de Raimond Sebond.

## Werke
- Theologia naturalis, sive liber creaturarum, specialiter de homine et natura. Martin Flach, Straßburg 1501. (Digitalisat)
- Theologia naturalis seu liber creaturarum. Sulzbach 1852. (Digitalisat der BSB).
  - Faksimile-Neudruck dieser Ausgabe mit literargeschichtlicher Einführung und kritischer Edition des Prologs und des Titulus I von Friedrich Stegmüller. Frommann, Stuttgart-Bad Cannstatt 1966.
- Viola anime [animae] : per modum dyalogi inter Raymundum Sebundium … eximium … Heinrich Quentel, Köln 1501. Digitalisierte Ausgabe der Universitäts- und Landesbibliothek Düsseldorf